# Benedictus Höök
Benedictus Höök, född 1677 i Femsjö församling, Hallands län, död 28 juli 1723 i Visingsö församling, Jönköpings län, var en svensk präst.

## Biografi
Benedictus Höök föddes 1677 på Hökhult i Femsjö församling. Han var son till bonden Sven Bengtsson och Ingeborg Andersdotter. Höök blev stundet vid Växjö trivialskola 1687 och blev student vid Lunds universitet 1698. Han disputerade 1706 (de decalogo critica, pres. A. Riddermarck) och avlade magisterexamen vid Greifswalds universitet 1708. År 1710 blev han krigspräst vid Smålands kavalleriregemente. Höök blev 1717 teologie lektor vid Braheskolan och kyrkoherde i Visingsö församling. Han var opponent vir prästmötet 1720. Höök avled 1723 i Visingsö församling.

### Familj
Höök gifte sig 6 januari 1709 med Christina Dryandra. Hon var dotter till kyrkoherden Andreas Dryander i Göteryds församling. Dryandra hade tidigare varit gift med löjtnanten Jonas Wirein.